# 科利察湖
科利察湖（白俄羅斯語：Кольца）是白俄羅斯的湖泊，位於烏沙奇以東21公里，由維捷布斯克州負責管轄，距離阿托拉瓦湖2.5公里，長0.18公里、寬0.1公里，面積0.01平方公里，湖岸線長度0.4公里。